# Oeneis subhyalina
Oeneis subhyalina är en fjärilsart som beskrevs av Curtis 1835. Oeneis subhyalina ingår i släktet Oeneis och familjen praktfjärilar. Inga underarter finns listade i Catalogue of Life.